# Aït Boubidmane
Aït Boubidmane (arabe : آيت بوبيدمان) est une ville du Maroc. Elle est située dans la région de Fès-Meknès.